# Tibouchina narinoensis
Tibouchina narinoensis är en tvåhjärtbladig växtart som beskrevs av John Julius Wurdack. Tibouchina narinoensis ingår i släktet Tibouchina och familjen Melastomataceae. Inga underarter finns listade i Catalogue of Life.